# Vicia tetrasperma
Vicia tetrasperma é uma espécie de planta com flor pertencente à família Fabaceae. 
A autoridade científica da espécie é (L.) Schreb., tendo sido publicada em Spicilegium Florae Lipsicae 26. 1771.

## Portugal
Trata-se de uma espécie presente no território português, nomeadamente em Portugal Continental e no Arquipélago dos Açores.
Em termos de naturalidade é nativa de Portugal Continental e introduzida no Arquipélago dos Açores.

## Protecção
Não se encontra protegida por legislação portuguesa ou da Comunidade Europeia.